# 祝典序曲 (ウェーバー)
祝典序曲『歓呼』（Jubel-Ouverture）作品59、 J.245は、カール・マリア・フォン・ウェーバーが作曲した演奏会用序曲である。

## 概要
1818年9月20日、ザクセン王国の国王フリードリヒ・アウグスト1世の在位55周年（選帝侯時代から通算）を記念する祝典が行われた。この序曲は、その祝賀演奏会の冒頭で演奏する曲として作曲された。ウェーバーは同年9月2日にドレスデンで作曲に着手し、7日にスケッチを終わらせ、11日に完成させた。
ウェーバーは当初、『祝典カンタータ』（作品58、J.244）をこの祝典のために作曲しており、8月20日にはこれを完成させていた。このカンタータは国王の命令で作られたものではなく、宮廷歌劇場の支配人からの委嘱によるものであったが、国王はカンタータの当日の初演を許可せず、代替として別の作曲家による声楽曲や器楽曲などの6作品を演奏するように命令した。そのためウェーバーは、代わりに序曲を急遽作曲にかかり、9月2日から11日までの短期間で完成に漕ぎづけた。
ドレスデンの宮廷歌劇場（現在のゼンパー・オーパー以前にあった劇場）で開催された祝賀演奏会において、序曲はその開幕の音楽としてウェーバー自らの指揮で初演され、好評を博した。また、同年9月23日にノイシュタット・ドレスデンの大教会で行われた演奏会で、序曲は『祝典カンタータ』の前に演奏されて大きな評判を受けている。

## 楽器編成
- 木管楽器:フルート2、ピッコロ2、オーボエ2、クラリネット2、ファゴット2
- 金管楽器:ホルン4、トランペット2、トロンボーン3
- 打楽器:ティンパニ、大太鼓、シンバル、トライアングル
- 弦楽器:弦五部

## 構成
アダージョの序奏（ホ長調、4分の3拍子）で始まり、冒頭の力強い動機はすでに祝典的な気分が濃厚に現れている。序奏は次に出てくる主部とは旋律的に関連した材料を持っていない。
主部であるプレスト・アッサイ（ホ長調、2分の2拍子）はソナタ形式で、ヴァイオリンとフルートによる第1主題で始まり、長い経過句を経て軽やかな第2主題が提示される。第2主題は2句で構成され、第1句はフルート（ロ短調）で奏され、第2句はクラリネットが滑らかに奏される。この第1句は第1主題と関連しており、展開部ではこれが要因となって進行に重要な役割を持つ。
再現部は先の2つの主題を回帰させ力強く盛り上げたところでアンダンテの結尾（ホ長調、4分の3拍子）に突入し、弦楽の上で管楽器による英国国歌の旋律（当時ザクセンでも別の歌詞を付けて国歌として歌われた）が堂々と奏される。国歌が1度だけ奏された後にクライマックスとなる。
演奏時間は約8分。

## 参考資料
- 『最新名曲解説全集4 管弦楽曲1』（音楽之友社）
- 『ウェーバー:序曲集』（サヴァリッシュ指揮、フィルハーモニア管弦楽団）のCD解説書